# یومی اوتسوجی
یومی اوتسوجی (انگلیسی: Uetsuji Yumi؛ زادهٔ ۳۰ نوامبر ۱۹۸۷) بازیکن فوتبال است که در تیم ملی فوتبال زنان ژاپن بازی کرده‌است.